# Le Vernet-Sainte-Marguerite
Le Vernet-Sainte-Marguerite ist eine französische Gemeinde mit 329 Einwohnern (Stand: 1. Januar 2022) im Département Puy-de-Dôme in der Region Auvergne-Rhône-Alpes (vor 2016 Auvergne). Le Vernet-Sainte-Marguerite gehört zum Arrondissement Clermont-Ferrand und zum Kanton Orcines (bis 2015 Saint-Amant-Tallende).

## Weblinks

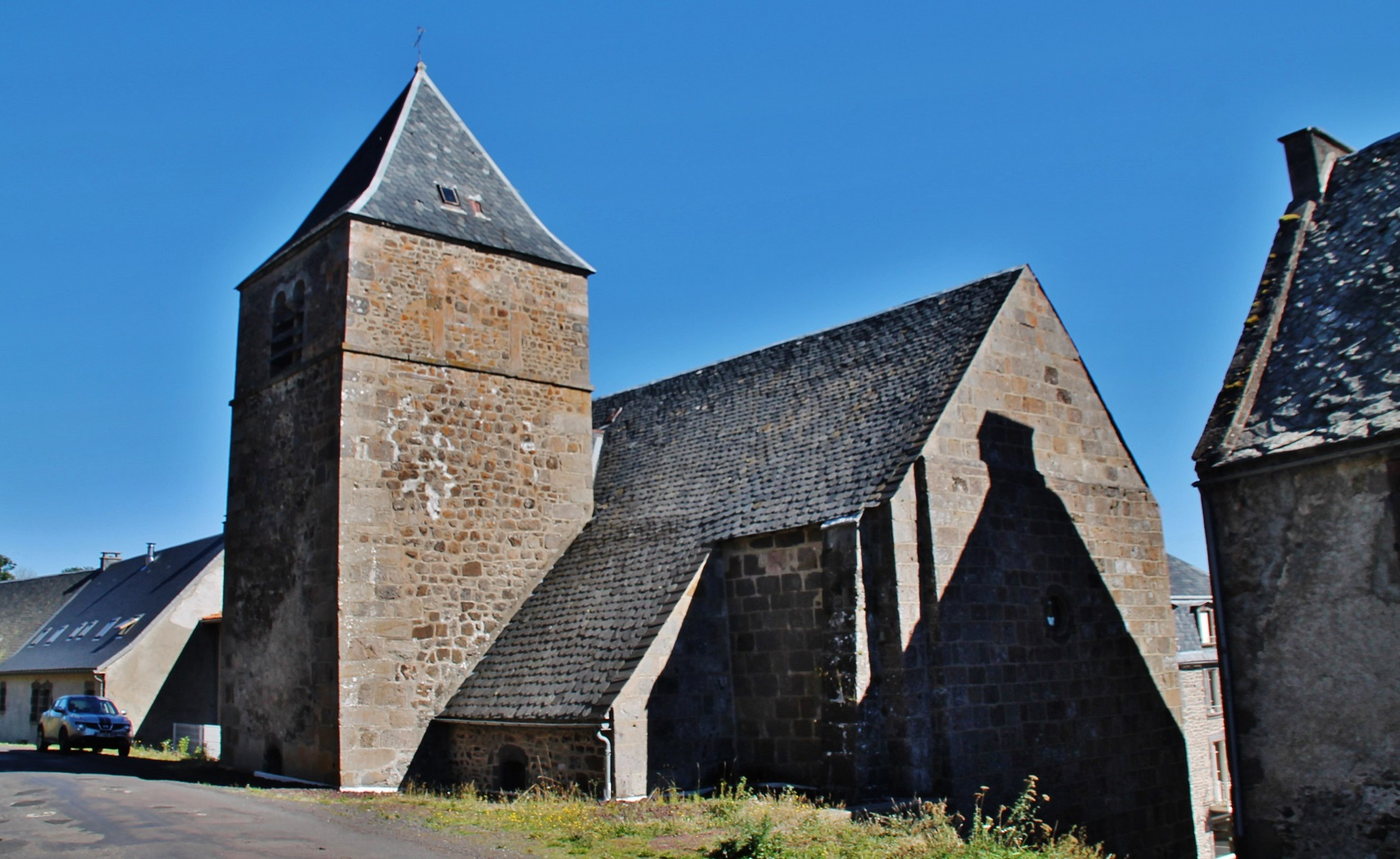
Kirche Sainte-Marguerite

## Geographie
Le Vernet-Sainte-Marguerite liegt etwa 21 Kilometer südsüdwestlich von Clermont-Ferrand. Durch die Gemeinde fließt der Fluss Monne. Umgeben wird Le Vernet-Sainte-Marguerite von den Nachbargemeinden Saulzet-le-Froid im Norden und Westen, Aydat im Nordosten, Saint-Nectaire im Osten und Südosten sowie Murol im Süden und Südwesten.

## Bevölkerung
| Jahr                       | 1962 | 1968 | 1975 | 1982 | 1990 | 1999 | 2006 | 2013 |
| Einwohner                  | 415  | 380  | 327  | 290  | 271  | 266  | 251  | 312  |
| Quellen: Cassini und INSEE |      |      |      |      |      |      |      |      |

## Sehenswürdigkeiten
- Kirche Sainte-Marguerite
- Brunnen